# 日新町 (苫小牧市)
日新町（にっしんちょう）は、北海道苫小牧市にある町名。
現行行政地名は日新町一丁目から日新町六丁目。住居表示実施済み。

## 地理
苫小牧市の西部に位置し、一丁目、二丁目と五丁目、六丁目は主に住宅地が中心となっており、二丁目には商業施設も多く集積している。三丁目と四丁目は公営住宅や社宅、民間のマンションなどの集合住宅が多い。

## 歴史
苫小牧市は1968年（昭和43年）から5か年計画で、字糸井地区に118㎢のニュータウンの建設に着手し、1969年（昭和44年）から分譲を開始し、ニュータウンの両側も発展して1975年（昭和50年）には人口が2万人を超えた。
新町設定のための町割りをすることになり、住民説明会で日新町、新明町、明倫町、明香町の4候補が挙げられ、協議の結果、新富町と似ていた新明町、読みにくい明香町が候補から外され、地区内の小学校名と中学校名の争いになったが、学校の歴史が長くより親しまれているということで、日新町に決定した。
1979年（昭和54年）11月1日、字糸井の一部を分離し、桜木町、しらかば町、豊川町とともに、設置された。
日新団地北地区は、老朽化が進み、平成24年度から若草町に1棟120戸の移転建替、平成26年度から13棟552戸の現地建替を予定している。

## 世帯数と人口
2024年（令和6年）9月末現在の世帯数と人口は以下の通りである。
| 丁目         | 世帯数   | 人口   |
| ------------ | -------- | ------ |
| 日新町一丁目 | 254世帯  | 437人  |
| 日新町二丁目 | 291世帯  | 605人  |
| 日新町三丁目 | 167世帯  | 286人  |
| 日新町四丁目 | 931世帯  | 1455人 |
| 日新町五丁目 | 390世帯  | 716人  |
| 日新町六丁目 | 331世帯  | 615人  |
| 計           | 2364世帯 | 4114人 |

## 小・中学校の学区
市立小・中学校に通う場合、学区は以下の通りとなる。
| 丁目         |      | 小学校               | 中学校               |
| ------------ | ---- | -------------------- | -------------------- |
| 日新町一丁目 | 全域 | 苫小牧市立豊川小学校 | 苫小牧市立明倫中学校 |
| 日新町二丁目 | 全域 | 苫小牧市立日新小学校 | 苫小牧市立明倫中学校 |
| 日新町三丁目 | 全域 | 苫小牧市立日新小学校 | 苫小牧市立明倫中学校 |
| 日新町四丁目 | 全域 | 苫小牧市立日新小学校 | 苫小牧市立明倫中学校 |
| 日新町五丁目 | 全域 | 苫小牧市立日新小学校 | 苫小牧市立明倫中学校 |
| 日新町六丁目 | 全域 | 苫小牧市立豊川小学校 | 苫小牧市立明倫中学校 |

## 交通
- 北海道道781号苫小牧環状線

### バス
- 道南バスが市内線を運行している。

## 施設
- 苫小牧日新簡易郵便局
2010年10月25日に一時閉鎖[9]。同年11月1日に再開し[10]、2021年4月1日に一時閉鎖[11]。2023年5月1日に移転し、再開した[12]。
- 日軽北海道

### 商業施設
- DCM日新店
- ケーズデンキ苫小牧西店
- マックスバリュ日新店
- 日新ショッピングモール
  - オバラメガネ 苫小牧日新店
  - 金剛園
  - セリア
  - つぼ八 苫小牧日新町店
  - 湯けむりパーク湯らん銭
- 日新町複合商業施設
  - ダイソー
  - ツルハ
- 苫小牧ケーブルテレビ

### 医療機関
- K&Aクリニック
- にっしんメディカルセンター
  - にっしん耳鼻咽喉科
  - にっしん内科
  - にっしん泌尿器科

## その他

### 日本郵便
- 郵便番号: 053-0833[2]（集配局：苫小牧郵便局[13]）。

### 警察
管轄する警察署、交番・派出所は以下の通りである。
| 丁目・字 | 警察署       | 交番・派出所 |
| -------- | ------------ | ------------ |
| 全域     | 苫小牧警察署 | 糸井交番     |